# I̐
Cette page contient des caractères spéciaux ou non latins. S’ils s’affichent mal (▯, ?, etc.), consultez la page d’aide Unicode.
I̐ (minuscule i̐), appelée I tchandrabindou, est une lettre diacritée utilisée dans les romanisations ALA-LC de l’aisor, de l’azéri, du iakoute et du komi. Elle est composée de la lettre I diacritée et d’un tchandrabindou.

## Représentations informatiques
Le I tchandrabindou peut être représenté avec les caractères Unicode suivants :
- décomposé (latin de base, diacritiques) :

| formes    | représentations | chaînes de caractères | points de code | descriptions                                         |
| --------- | --------------- | --------------------- | -------------- | ---------------------------------------------------- |
| capitale  | I̐               | I◌̐                    | U+0049 U+0310  | lettre majuscule latine i diacritique tchandrabindou |
| minuscule | i̐               | i◌̐                    | U+0069 U+0310  | lettre minuscule latine i diacritique tchandrabindou |

## Sources
- Library of Congress, American Library Association, « Non Slavic Languages (in Cyrillic Script) », dans ALA-LC Romanization Tables, 2017 (lire en ligne)
- Library of Congress, American Library Association, « Non Slavic Languages (in Cyrillic Script) », dans ALA-LC Romanization Tables, 2017 (lire en ligne)